# Antón Shejovtsov
Antón Shejovtsov (Sebastopol, 1978) es un politólogo ucraniano, especializado en el estudio de la extrema derecha.
Profesor visitante del Institut für die Wissenschaften vom Menschen de Austria.
Ha coeditado junto con Paul Jackson White Power Music: Scenes of extreme-right cultural resistance (RNM Publications, 2012) y The Post-War Anglo-American Far Right: A Special Relationship of Hate (2014). Es el autor de Russia and the Western Far Right: Tango Noir (Routledge, 2017), donde abarca el tema de las relaciones del gobierno ruso con la extrema derecha de Europa Occidental no solamente en un contexto postsoviético, sino que también incluye contactos previos del Kremlin durante el período soviético con dichos extremismos derechistas.